# Yon Moo Kwan
Lo Yon Moo Kwan è lo stile creato dal Gran Maestro Kwang Sik Myung diretto discendente del creatore dell’Hapkido moderno Gran Maestro Choi Yong Sul (Sool). Lo stile Yon Moo Kwan è caratterizzato dallo studio delle cinque (5) forme codificate “Hyung Sae” a mani nude e delle tre (3) forme con armi tradizionali coreane (Tan Bong - Tan Gom - Tan Jang) per meglio canalizzare l'energia e migliorare le performance del corpo.
Il Yon Moo Kwan oltre al maneggio delle tradizionali armi bianche coreane (Tan Bong = bastone corto, Tan Jang = bastone da passeggio e Pho Bak = corda/cintura) possiede un programma completo di tecniche di difesa da molti tipi di attacchi. Il programma nello specifico studia difese da prese ai polsi; difese da prese al corpo (frontali e da dietro); difese da avvolgimenti e strangolamenti al corpo (frontali e da dietro); difese da pugni (alti, jab, cross, ganci e montanti); difese da calci (frontali, laterali e circolari); difese da attacchi armati (bastone, coltello, pistola); difese con armi bianche coreane (Tan Bong = bastone corto, Tan Jang = bastone da passeggio e Pho Bak = corda).